# Уэст-Ранд
Уэст-Ранд (англ. West Rand) — район провинции Гаутенг (ЮАР). Образован в 1999 году. Административный центр — Рандфонтейн. Согласно данным переписи населения 2001 года, большинство населения района говорит на тсвана, африкаанс, коса и сесото. Название связано с тем, что эта территория является западной частью географического региона Витватерсранд.
Хотя формально Йоханнесбург и является отдельным городским округом, но географически и экономически он является частью Уэст-Ранда, поэтому очень часто жители одного из этих округов работают в другом, кроме того, у Йоханнесбурга и Уэст-Ранда один и тот же телефонный код — 11.

## Административное деление
В состав района Метсвединг входят четыре местных муниципалитета и одна территория районного подчинения:
- Могале-Сити (местный муниципалитет)
- Мерафонг-Сити (местный муниципалитет)
- Рандфонтейн (местный муниципалитет)
- Вестонария (местный муниципалитет)